# Celice
«Celice» — перший сингл альбому «Analogue» норвезького гурту a-ha, випущений 4 жовтня 2005 року.

## Музиканти
- Пол Воктор-Савой (Paul Waaktaar-Savoy) (6 вересня 1961) — композитор, гітарист, вокалист.
- Магне Фуругольмен (Magne Furuholmen) (1 листопада 1962) — клавішник, композитор, вокаліст, гітарист.
- Мортен Гаркет (Morten Harket) (14 вересня 1959) — вокаліст.

## Композиції
| #  | Назва                                | Тривалість |
| -- | ------------------------------------ | ---------- |
| 1. | «Celice (Radio Cut)»                 |            |
| 2. | «Celice (Live at Frognerparken)»     |            |
| 3. | «Celice (Paul van Dyk's Radio Edit)» |            |
| 4. | «The Summers of Our Youth»           |            |
| 5. | «Celice (music video)»               |            |

### Ремікси
| #  | Назва                                     | Тривалість |
| -- | ----------------------------------------- | ---------- |
| 1. | «Celice (Radio Cut)»                      | 3:28       |
| 2. | «Celice Thomas Schumacher Remix»          | 7:53       |
| 3. | «Celice Boris Dlugosch Remix»             | 6:38       |
| 4. | «Celice Paul van Dyk's Extended Mix»      | 5:42       |
| 5. | «Celice Paul van Dyk's Vocalized Clubmix» | 8:07       |

## Позиції в чартах
| - #41 Австрія - #1 Білорусь (Горячая тридцатка Юнистар) - #15 Фінляндія - #21 Німеччина - #36 Італія | - #29 Латвія - #1 Норвегія - #2 Росія - #38 Швейцарія - #8 Україна |